# Ilex argentina
Ilex argentina är en järneksväxtart som beskrevs av Miguel Lillo. Ilex argentina ingår i släktet järnekar, och familjen järneksväxter. Inga underarter finns listade i Catalogue of Life.
Växten förekommer i nordvästra Argentina och östra Bolivia. Den når kanske angränsande regioner av Chile och Paraguay. Denna järnek hittas i bergstrakter mellan 900 och 2300 meter över havet.  Arten är typisk för växtzonen Yungas. Den begränsas i öst av Gran Chaco och i väst av Puna som båda är fuktigare.
Beståndet hotas av skogsröjningar och av introducerade träd av tallsläktet. I regionen inrättades flera skyddszoner som Tariquía naturreservat (Bolivia), Calilegua nationalpark, Baritú nationalpark och Finca El Rey nationalpark (alla Argentina). Populationens storlek är ökänd. IUCN listar arten med kunskapsbrist (DD).